# HP-9830

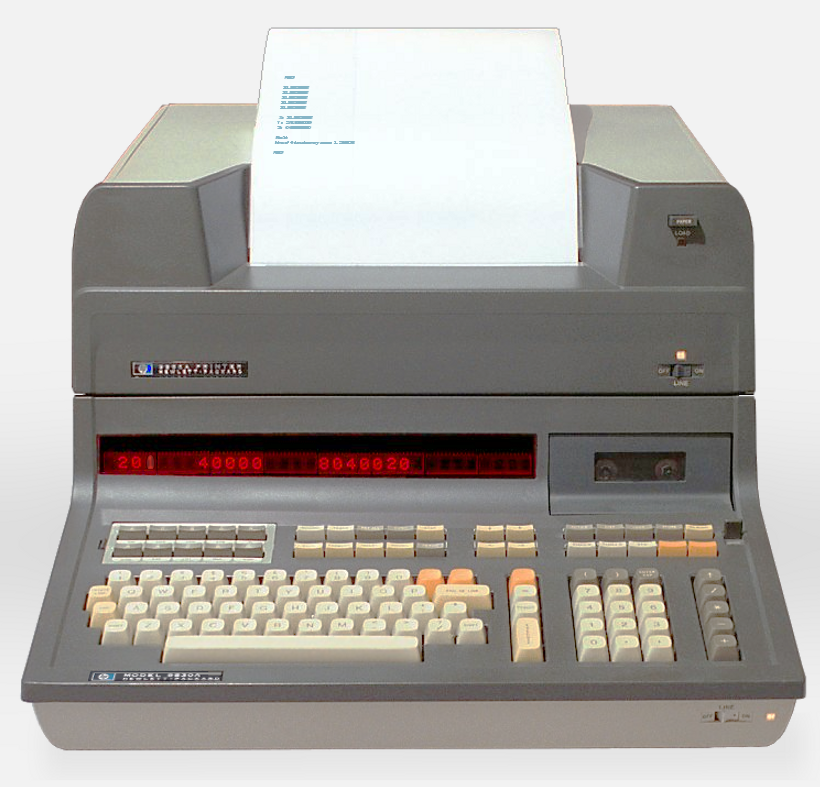
Una calculadora HP Modelo 9830A con una impresora térmica opcional Modelo 9866.

El HP 9830A de Hewlett-Packard, introducido en 1972, fue el tope de la línea de las calculadoras programables de la serie 9800.

## Descripción
Fueron construidos con un procesador similar en arquitectura a las series de microcomputadores HP 1000/2100 con un ancho de dirección de memoria de 16 bits, y un registro general AX y BX. Las calculadoras corrían a una velocidad comparable a las primeras IBM PC; en el transcurso de varios minutos, podían dibujar una trama 3D de la función SIN(X)/X sin líneas ocultas, que con un Pentium 4 moderno puede hacerse en el parpadeo de un ojo.
Tenía una pantalla LED de 1 línea de 32 caracteres en mayúscula, que por un lado pudo parecer limitante, pero por otro lado tenía el mismo efecto que una ventana de una línea dentro de en editor de pantalla completa, el cual no llegó a ser común hasta los años 1980. Tenía controles para desplazarse una línea arriba o abajo, y el cursor se movía a la izquierda y a la derecha, insertando o eliminando caracteres. Al encenderse estaban listas para hacer cálculos en el "modo inmediato", donde se podía teclear una expresión como PRINT 2 + 3, y se obtenía el resultado al apretar la tecla ENTER, sin la complicación de tener que identificarse, o los gastos adicionales de mantener una sala grande de computadores con operadores.
Para el almacenamiento fue usada una unidad de casete controlada por computador que usaba casetes de audio con encabezados claros, con acceso al azar a archivos por número, pero también podía ser conectada una unidad de disco duro. 
La correspondiente impresora térmica de línea era muy rápida, imprimiendo una línea horizontal de puntos a la vez. La velocidad de una página fue más rápida que las posteriores impresoras de matriz de puntos, y no mucho peor que las modernas impresoras de chorro de tinta. El HP incorporaría posteriormente impresoras térmicas a través de muchos plotters y terminales.

## Programación
El HP 9830A era programable en BASIC que se podría extender con ROMs para trazado de gráficos, cálculos con matrices y variables de cadenas. Los cartuchos de ROM fueron diseñados para extender el lenguaje BASIC, y eran muy similares a los cartuchos usados posteriormente por las consolas de videojuegos.

## Usos
Comparado con las PC modernas que prácticamente requieren un grado de ciencias de computación de 4 años para programar C++ con el Visual Studio y GDI, éstos fueron diseñados para ser suficientemente simples para ser usados por un simple científico de cohetes, y fueron empleados comúnmente en las compañías aeroespaciales como Boeing.
También fueron usados por algunas escuelas como Renton, Washington, que usaba tarjetas sensibles a marcas de lápiz con lectores de tarjetas para acomodar el uso de salones de clase.

## Máquinas relacionadas
El HP 9810 era una computadora programable por teclas con tarjetas magnéticas, mientras que el HP 9820 ofreció HPL, donde en vez de variables como A1 y J2, se usaban registros numerados R1, R2, hasta R199999, etcétera.
El éxito del HP 9830 condujo a una próxima generación con una lógica más rápida, el HP 9815, el HP 9825 y el HP 9835 que usó mini cartuchos en lugar de las cintas de casete. El HP 9845 introdujo primero un monitor monocromático de CRT, y luego uno de color. Estos salieron de la división de calculadora de Fort Collins. El HP 85 y el HP 87 eran computadoras de lenguaje BASIC más pequeñas que salieron de Corvallis Oregon. La división de terminales de datos también produciría una versión programable en BASIC del terminal de la serie HP 2640, el HP 2647a que también ofrecía AGL, (una estandarización de HP de los comandos del plotter HP 9830). El BASIC del HP 2647 era básicamente el Microsoft BASIC con comandos añadidosde trazado al estilo del HP 9830. Fue uno de los primeros contratos grandes de Microsoft con una importante compañía de computadoras de la corriente principal. HP también produjo una serie de computadoras de bolsillo con una línea de pantalla como el HP 75, aunque tales dispositivos no fueron populares por mucho tiempo. El HP 9835 también fue usado como la base para un sistema de computación de negocios, y más adelante el HP 250 que subsiste como una plataforma del aplicación.
Esa división evolucionó para producir las estaciones de trabajo de la serie UNIX HP 9000, también adquiriendo el Apollo Computer Company.

## Un ancestro de los microcomputadores modernos
Más tarde, el HP 9830A dio origen a la clase de "computadoras de escritorio", incluyendo el Tektronix 4051, IBM 5100 y Wang 2200.
En el siglo XXI, la mayoría de las casas y toda oficina tiene computadores personales con un factor de forma de escritorio similar, un almacenamiento de disquete, impresora, comunicaciones y capacidades gráficas que se pueden comprar la tienda por departamentos local.